# Драгица Ђурић (рукометашица)
Драгица Ђурић (Шабац, 26. март 1963) je бивша српска рукометашица. Била је југословенски репрезентативни голман.
Рођена је 26. марта 1963. године у Шапцу. Два пута је учествовала на Олимпијским играма: 1984. у Лос Анђелесу и 1988. у Сеулу.
На Олимпијским играма 1984. у Лос Анђелесу, као члан југословенске рукометне репрезентације освојила је златну медаљу. На тим Олимпијским играма, као репрезентативни голман одиграла је једну утакмицу. Четири године касније, на Олимпијским играма у Сеулу (1988. године), Југославија је била четврта. Тада је голман Драгица Ђурић одиграла свих пет мечева.
У фебруару 2016. постављена је на место селектора Женске рукометне репрезентације Србије.